# Szegeder.hu
A Szegeder.hu – vagy simán Szegeder – magyarországi, azon belül Csongrád-Csanád vármegyei lokális hírportál. Olvasóinak legjelentősebb része szegedi és budapesti, de számottevő látogató érkezik Hódmezővásárhelyről, Makóról, Szentesről és Kecskemétről is. Része a 2010-es évek második felében a magyar vidéki nagyvárosokban alapult független hírportáloknak.

## Története
A Szegeder megalapítása nem tudatos építkezés eredménye, kvázi egy véletlennek köszönhető. Szűcs Dániel jelenlegi főszerkesztő egyetemistaként kezdett el várostörténeti-urbanisztikai blogot írni 2017-ben, ami 2018 őszén vett fordulatot a közéleti témák egyre nagyobb arányával. Éppen ezért teljesen más problémákkal és körülményekkel indult, mint a legtöbb hazai sajtótermék. Mára már rendszerben működik, több állandó és tucatnyi külsős, kevésbé rendszeresen publikáló szerzővel, külön fotós és videós kollégával. A cél, hogy a város legolvasottabb hírportálja legyenek, alternatívát kínálva a jobb- és a baloldali pártsajtó között.
A lapot eleinte egyedül szerkesztette Szűcs, aki az újságírást is itt sajátította el. „Ha szerettem volna írni valamiről, addig túrtam a régi Indexet, amíg találtam valami hasonlót. Megnéztem, hogyan épülnek fel a cikkek, milyen kérdéseket tesznek fel” – mondta egy interjúban a főszerkesztő. A lap mai hozzáállására az a jellemző, hogy arról is írnak, ha éppen a fideszes kötődésű helyi média nem jut be egy ellenzéki eredményváróra, ahogy ez a 2022-es országgyűlési választások estéjén történt a Szeged365 vagy a SzegedMa stábjaival.
2020 augusztusában megjelent első nyomtatott kiadványuk, egy tizenhat oldalas újság. Az év elején napok alatt összeállt a koncepció: egy az 1900-as évek eleji helyi újságokat idéző, tartalmában modern és tiszta lap. A koronavírus-járvány Magyarországra való betörése miatt azonban öt hónappal az eredetileg tervezett megjelenés után jelent csak meg. A 2020. augusztus 17-én hat szegedi vendéglátóegységben és csomagolásmentes boltban terjesztett lapon emiatt a 2020. március 25. dátum szerepelt.
2020 végén a Szegeder nyert az Open Society Foundations európai programja, az Open Society Initiative for Europe kizárólag magyarországi vidéki független sajtótermékek számára kiírt pályázatán. Az elnyert támogatás összege 18.000 dollár, akkori árfolyamon mintegy 5,3 millió forint volt, amit anyagi fenntarthatósági célokra fordítottak.
2021 novembere óta a két lap közötti együttműködés keretein belül a Szegeder egyes cikkei a Telexen is megjelennek. Ezen cikkek végén a Telex feltünteti, fontosnak tartják, hogy az egész ország területéről szállíthassanak sztorikat, ezért közölnek gyakran vidéki riportokat, ami annak köszönhető, hogy keresik az együttműködést vidéki újságírókkal, és fokozatosan országos tudósítói hálózatot szeretnének kiépíteni. Ezen cikkek ide kattintva érhetők el.
2022 októberében indult el a Szegeder tárcarovata, amely a szerkesztőség ígéretei szerint még színesebb, izgalmasabb írásokkal bővíti a portál repertoárját. Itt a megszokott tartalmak mellett kicsit személyesebb, vagy irodalmiasabb írásokkal is találkozhat az olvasó, melyek célja, hogy valamelyest kiragadjon a valóságból, megnevettessen vagy meghökkentsen, mikor hogy, igény szerint. A szakirodalmi leírások szerint a tárca egy „laza műfaj, valóságos, vagy képzeletbeli párbeszéd, portré”, amelynek lényegét az író adja, szubjektív, célja a szórakoztatás. Bármi beleférhet, ami felkelti az érdeklődést, időszerű, sok embert érint, gondolatokat, érzelmeket kelt.

## Tulajdonosi viszonyok, szerkesztőségi felépítés
A lap 100%-os tulajdonosa az alapító-főszerkesztő Szűcs Dániel. A szerkesztőség eleinte az alapító személyéből állt, így sokáig főszerkesztőre vagy -helyettesre sem volt szükség. 2021-ben a Szegeder szerkesztősége az impresszum szerint 11 főből állt, akik közül egy fotóriporter, a legtöbben pedig külsős szerzők.

### Főszerkesztő
- 2019–: Szűcs Dániel

### Főszerkesztő-helyettes
- 2021–: Balogh Gergő

## Látogatottsága
A Similarweb.com bárki számára nyilvánosan közli a Szegeder hivatalos, a lap által bekötött Google Analytics-adatait, de a Digitális Közönségmérő Tanács is figyeli az oldal statisztikáit. Ezeken az látható, hogy a híroldalt havonta jellemzően 150–250 ezer ember olvassa, és több mint 500 ezer alkalommal látogatják meg. Az oldal forgalma 2021 ősze óta nagy mértékben növekedik.
|                  | 2021. január | 2021. április | 2021. július | 2021. október | 2022. január | 2022. április | 2022. július | 2022. október |
| ---------------- | ------------ | ------------- | ------------ | ------------- | ------------ | ------------- | ------------ | ------------- |
| Egyedi látogatók | 45 000       | 55 000        | 41 000       | 74 000        | 254 000      | 157 000       | 280 000      | 125 000       |
| Munkamenetek     | 115 000      | 149 000       | 103 000      | 195 000       | 565 000      | 351 000       | 572 000      | 323 000       |

Az itt elérhető adatok szerint legtöbbször a 444.hu és a Telex.hu hivatkozik a lapra, mint forrásra.

## Rovatok
| - Helyi - Megye - Belföld - Külföld | - Fotó - Videó - Vélemény | - Sunseaty (blog) - Városnapló (blog) - Túrablog (blog) |

## Kritikák, politikai hovatartozás
2022 januárjában egy széleskörű felmérés során próbáltak meg közelebb kerülni olvasóikhoz; ennek során egy hosszabb Google-kérdőív kitöltésére kérték közönségüket, amelyben olyan kérdések szerepeltek, minthogy az olvasók mennyire szeretik a lapot, hová helyezik azt politikailag, illetve mennyire elégedettek olyan szempontokkal, mint például a helyesírás, a Szegeder hitelessége vagy éppen a hírek feldolgozásának gyorsaságával és alaposságával. Néhány héttel a kérdőív után egy cikkben be is számoltak néhány eredményről, százalékokkal jelölve azokat.
A több mint háromszáz fő által kitöltött kérdőívből a többi között olyanok derültek ki, mint hogy olvasóik 85,9%-a inkább jó érzéssel van az újság felé, mint rosszal. Amikor arról kérdeztek, hogy mely politikai oldalra tennék őket, a kitöltők 3,2%-a vélekedett úgy, hogy a Szegeder egy szélsőjobbos sajtóorgánum, de alapvetően 25,1% szerint inkább húz jobbra, mint balra. 65,4% választotta valamely középső értéket, ami a szerkesztőség szerint jól jelzi, hogy az elmúlt években sikeresen dolgoztak azon, hogy egy középen álló, minden oldalnak hangot adó újság legyenek.
Arra is rákérdeztek, hogy egészen pontosan mely politikai entitáshoz csatolnák őket az emberek, avagy hisznek abban, hogy független lapról van szó, mint ahogyan azt magukról is hirdetik. A kitöltők 59,6%-a szerint a Szegeder független, 10,2% szerint a szegedi önkormányzathoz tartozik, 8,4% szerint a Fideszhez, 7,6% szerint pedig a Momentum Mozgalomhoz. Ezt a lap úgy kommentálta, hogy büszkék az eredményre, hiszen amíg sokszor merül fel a „vád”, hogy ők a helyi Momentum kvázi pártlapja, addig a kérdőívet kitöltő több mint háromszáz fő szerint inkább állnak közelebb a kormánypárthoz. A cikkek alatt született hozzászólásokban is gyakran kötik a Szegedert a Fideszhez, amikor éppen a szegedi önkormányzatot kritizálják.
Megosztottak néhány, a lappal szemben felmerülő kritikát is, amelyek részben az objektivitást kérdőjelezték meg. „A cikkekhez fűzött kommentárok alapján nem vagytok objektívek. Helyenként cinikus a hozzáállásotok. Egyértelmű a Momentum melletti kiállásotok, ez kijön cikkekből, stb.” – hangzott az egyik.